# Halterofilismo nos Jogos Olímpicos de Verão de 2008 - Até 77 kg masculino
A competição da categoria até 77 kg masculino do halterofilismo nos Jogos Olímpicos de Verão de 2008 se realizou no dia 13 de agosto de 2008 no Ginásio da Universidade Beihang.

## Recordes
Antes desta competição, os recordes mundiais e olímpicos da prova eram os seguintes:
| Recorde mundial  | Arranque  | KAZ Serguei Filimonov  | 173 kg   | Almaty, Cazaquistão | 9/abr/04  |
| Recorde mundial  | Arremesso | RUS Oleg Perepetchenov | 210 kg   | Trencin, Eslováquia | 27/abr/01 |
| Recorde mundial  | Total     | BUL Plamen Jeliazkov   | 377 kg   | Doha, Qatar         | 27/mar/01 |
| Recorde olímpico | Arranque  | TUR Taner Sağır        | 172,5 kg | Atenas, Grécia      | 19/ago/04 |
| Recorde olímpico | Arremesso | CHN Zhan Xugang        | 207,5 kg | Sydney, Austrália   | 22/set/00 |
| Recorde olímpico | Total     | TUR Taner Sağır        | 375 kg   | Atenas, Grécia      | 19/ago/04 |

## Medalhistas
| Ouro   | KOR Sa Jae-hyouk    |
| Prata  | CHN Li Hongli       |
| Bronze | ARM Guevorg Davtian |

## Resultados
| Pos.              | Nome                   | Grupo | Peso  | Arranque (kg) | Arranque (kg) | Arranque (kg) | Arranque (kg) | Arremesso (kg) | Arremesso (kg) | Arremesso (kg) | Arremesso (kg) | Total (kg) |
| Pos.              | Nome                   | Grupo | Peso  | 1             | 2             | 3             | Res           | 1              | 2              | 3              | Res            | Total (kg) |
| ----------------- | ---------------------- | ----- | ----- | ------------- | ------------- | ------------- | ------------- | -------------- | -------------- | -------------- | -------------- | ---------- |
| Medalha de ouro   | KOR Sa Jae-hyouk       | A     | 76,46 | 160           | 163           | 165           | 163           | 201            | 203            | 211            | 203            | 366        |
| Medalha de prata  | CHN Li Hongli          | A     | 76,91 | 163           | 168           | 170           | 168           | 193            | 198            | 198            | 198            | 366        |
| Medalha de bronze | ARM Guevorg Davtian    | A     | 76,77 | 165           | 165           | 165           | 165           | 195            | 195            | 201            | 195            | 360        |
| 4                 | KOR Kim Kwang-hoon     | A     | 76,86 | 155           | 155           | 160           | 155           | 200            | 206            | 206            | 200            | 355        |
| 5                 | RUS Oleg Perepetchenov | A     | 76,80 | 158           | 162           | 165           | 162           | 192            | 199            | 199            | 192            | 354        |
| 6                 | CUB Iván Cambar        | A     | 76,53 | 152           | 157           | 160           | 157           | 190            | 196            | 196            | 196            | 353        |
| 7                 | ARM Ara Khachatryan    | A     | 76,78 | 162           | 166           | 166           | 162           | 191            | 195            | 195            | 191            | 353        |
| 8                 | POL Krzysztof Szramiak | A     | 76,71 | 157           | 161           | 165           | 161           | 191            | 191            | 194            | 191            | 352        |
| 9                 | KAZ Vladimir Kuznetsov | A     | 76,86 | 155           | 160           | 160           | 160           | 191            | 191            | 197            | 191            | 351        |
| 10                | BLR Siarhei Lahun      | A     | 76,56 | 153           | 157           | 157           | 157           | 187            | 192            | 196            | 192            | 349        |
| 11                | INA Sandow Nasution    | A     | 76,92 | 145           | 152           | 153           | 153           | 185            | 194            | 200            | 194            | 347        |
| 12                | EGY Mahmoud El-Haddad  | A     | 76,73 | 145           | 150           | 155           | 150           | 192            | 198            | 198            | 192            | 342        |
| 13                | ALB Erkand Qerimaj     | B     | 76,52 | 145           | 150           | 154           | 154           | 182            | 187            | 193            | 187            | 341        |
| 14                | FRA Giovanni Bardis    | B     | 76,83 | 149           | 153           | 156           | 156           | 173            | 178            | 178            | 173            | 329        |
| 15                | NGR Felix Ekpo         | B     | 75,83 | 143           | 148           | 150           | 143           | 178            | 182            | 185            | 183            | 325        |
| 16                | UZB Sherzodjon Yusupov | B     | 76,24 | 140           | 144           | 148           | 144           | 178            | 185            | 185            | 178            | 322        |
| 17                | VEN José Ocando        | B     | 76,90 | 140           | 140           | 140           | 140           | 182            | 182            | 186            | 182            | 322        |
| 18                | ROU Răzvan Rusu        | B     | 76,69 | 130           | 135           | 140           | 140           | 170            | 175            | 175            | 170            | 310        |
| 19                | ARG Carlos Espeleta    | B     | 76,93 | 140           | 140           | 145           | 140           | 170            | 170            | 170            | 170            | 310        |
| 20                | MDA Andrei Guțu        | B     | 76,38 | 140           | 145           | 147           | 145           | 160            | 165            | 165            | 160            | 305        |
| 21                | NZL Richie Patterson   | B     | 76,57 | 130           | 137           | 137           | 130           | 170            | 176            | 176            | 170            | 300        |
| 22                | RSA Darryn Anthony     | B     | 76,98 | 135           | 135           | 144           | 135           | 160            | 170            | 173            | 160            | 295        |
| 23                | FIJ Josefa Vueti       | B     | 76,15 | 115           | 120           | 124           | 124           | 155            | 162            | 162            | 155            | 279        |
| 24                | MON Romain Marchessou  | B     | 75,53 | 105           | 110           | 115           | 110           | 135            | 140            | 145            | 140            | 250        |
| –                 | HUN János Baranyai     | B     | 76,92 | 140           | 145           | 148           | 145           | –              | –              | –              | –              | DNF        |
| –                 | VEN Octavio Mejías     | A     | 76,53 | 152           | 157           | 157           | 152           | 185            | 185            | 185            | –              | DNF        |
| –                 | TUR Taner Sağır        | A     | 76,73 | 165           | 165           | 165           | –             | –              | –              | –              | -              | DNF        |
| –                 | USA Chad Vaughn        | B     | 76,81 | 144           | 144           | 147           | 147           | 182            | 182            | 182            | –              | DNF        |

- DNF: não completou a prova